# مناورات تبوك
مناورات تبوك أو (بالإنجليزية: Tabuk Maneuvers)‏ هي مناورات عسكرية مشتركة تقام بالتبادل بين كل من القوات المسلحة السعودية والقوات المسلحة المصرية 
بهدف الحفاظ على تكامل العلاقات العسكرية وتبادل الخبرات بين الدولتين الشقيقين ورفع معدلات كفاءة العناصر المشاركة وصقل مهارات القادة والضباط والعناصر لكلا الجانبين والقدرة على إدارة وتنفيذ عمليات هجومية ودفاعية مشتركة بين البلدين.

## المناورات المنفذة

### تبوك 1
أقيمت فعاليات «تبوك-1» لأول مرة بمنطقة تبوك شمال غرب المملكة العربية السعودية, في الفترة من 7 إلى 22 نوفمبر 2008 ، في إطار التعرف على كل ما هو جديد من أساليب القتال بين جيشي البلدين، وتنمية خبرات العناصر المشاركة السعودية والمصرية على تنفيذ المهام المشتركة.
واشتملت المناورة على العديد من الأنشطة، منها قيام الجانبين بأعمال الاستطلاع لمنطقة الإنزال والتجمع، وتنفيذ إجراءات التأمين الإدارى والفنى للعناصر المشاركة في المناورة، واحتلال أماكن الدفاعات الرئيسية، وتنفيذ أعمال الإخفاء والتمويه، وإدارة أعمال القتال ليلاً لتعزيز المواقع الدفاعية للقوات المشاركة، واقتحام الحد الأمامى لدفاعات العدو تحت ستر نيران المدفعية، مع تنفيذ الرماية بالذخيرة الحية.

### تبوك 2
اختتمت فعاليات «تبوك-2» بمدينة الحمام بالإسكندرية في 21 أكتوبر 2010 والذي نفذته عناصر من القوات المصرية من الوحدات المختلفة بالاشتراك مع عناصر القوات السعودية والذي استمر لعدة أيام وشهد العديد من البيانات والعمليات الميدانية بمشاركة وحدات من المشاة الميكانيكي والمدرعات والمدفعية وتشكيلات من القوات الجوية ووسائل الدفاع الجوي من كلا الجانبين السعودي والمصري. وتميزت مرحلة الرماية الحية بالدقة والكفاءة والسيطرة علي القوات المشاركة.
ودرات الفكرة العامة للتدريب المشترك حول توتر العلاقات بين دولتين استطاعت إحداهما اختراق خط الحدود الدولية والإستيلاء علي جزء من أراضي الدولة الأخري، ونتيجة للهجمات والضربات المضادة من الدولة المخترقة توقفت علي الخط الذي وصلت إليه وكان قرار الدولة المخترقة استعادة الأوضاع إلي ما كانت عليه وإجبار العدو علي التراجع إلي خط الحدود الدولية.
وقد بدأت الدولة المخترقة أو المعتدي عليها خلال اليومين الماضيين في اقتحام الحد الأمامي لدفاعات الدولة المعتدية، وبنجاح تحقيق المهمة قرر قائد جيش الدولة المخترقة دفع الألوية كمفرزة للإستيلاء علي خط حيوي في عمق العدو، وقرر قائد اللواء دفع مقدمة وتعرضت أثناء تقدمها لهجوم من أحد الأجناب من قوات العدو المرتدة وتم التعامل معها برمايات بالذخيرة الحية.
وقامت طائرات (إف 16) المتعددة المهام بتقديم المعاونة الجوية للقوات البرية وكذلك توفير الحماية الجوية، وضرب وتدمير أهداف العدو الحيوية وقواته في العمق كذلك قامت طائرات الهليكوبتر من طراز (جازيل) المضادة للدبابات بتدمير دبابات العدو ومدرعاته في العمق.
وبدأت المرحلة بقيام القوات الجوية بتنفيذ طلعات استطلاع وحماية ومعاونة لدعم أعمال قتال القوات وتدمير الاحتياطات المعادية بمساندة المدفعية ذات القوة النيرانية العالية ودفع المفارز الميكانيكية والمدرعة لاختراق دفاعات العدو وتدميره، وتحقيق الإتصال مع عناصر الإبرار الجوي في العمق بمعاونة الطائرات الهيلوكوبتر المسلح وعناصر المقذوفات الموجهة المضادة للدبابات لفصل الاحتياطات المعادية وحرمانه من استعادة أوضاعه الدفاعية، وتأمين دفع القوة الرئيسية لإستكمال تنفيذ المهام واحتلال خط حيوي في عمق دفاعات العدو وتأمينه لتحقيق المهمة النهائية.
وظهر خلال هذه المرحلة مدي ما وصلت إليه العناصر المشاركة في التدريب من مهارات ميدانية وقتالية عالية والدقة في إصابة الأهداف وتدميرها والسرعة في تنفيذ المهام القتالية والنيرانية في الوقت والمكان المحددين باستخدام أحدث وسائل السيطرة والتقارب في المفاهيم والعقائد العسكرية بين الدولتين المشاركتين في التدريب وتبادل الخبرات التدريبية والتكتيكية في التخطيط والتنفيذ وأساليب القيادة والسيطرة والتعاون لتنفيذ المهام المخططة والطارئة بدقة عالية وكفاءة عالية.
وكان قد شارك في تنفيذ المرحلة عدد من وحدات المشاة الميكانيكي والمدرعات والمدفعية وتشكيلات من القوات الجوية ووسائل الدفاع الجوي وعدد من القوات البرية لكلتا الدولتين.
وكانت المراحل الأولي للتدريب، قد تضمنت رفع درجات الاستعداد القتالي للقوات المشاركة واحتلال منطقة الانتظار الأمامية واقتحام حدود العدو الأمامية وتدمير أنساقه وتنفيذ الإغارة علي عدد من الأهداف واحتلالها وتأمينها واستكمال أعمال القتال للقضاء علي الدفاعات المعادية بالتعاون مع عناصر الإبرار الجوي الصديق.

### تبوك 3
استمرت فعاليات «تبوك-3» التي أقيمت في منطقة تبوك شمال غرب السعودية لمدة 12 يوما بدءا من 8 وحتى 20 مايو 2013, وتعد المناورة العسكرية الأكبر في تاريخ المناورات بين جيشي البلدين وشاركت فيها وحدات من المشاة والمدفعية والمدرعات والدفاع الجوي والوحدات الخاصة من القوات المسلحة للبلدين.